# Pseudoleptomesochrella marina
Pseudoleptomesochrella marina är en kräftdjursart som först beskrevs av Claude Chappuis och Janine Rouch 1961.  Pseudoleptomesochrella marina ingår i släktet Pseudoleptomesochrella och familjen Ameiridae. Inga underarter finns listade i Catalogue of Life.